# 劉猛 (匈奴)
劉 猛（呉音：る みょう、漢音：りゅう もう、拼音：Liú Mĕng、? - 272年）は、中国三国時代から西晋時代の南匈奴屠各種の一族。前趙の劉淵の従曾祖父、劉副侖の父。『新唐書』宰相世系表では、一族の独孤部の首長である劉進伯の曾孫、劉尸利の孫、劉烏利の子で、去卑の弟、『北史』破六韓常伝では、羌渠の弟となっている。272年に暗殺された。

## 生涯
泰始7年（271年）1月、劉猛は西晋に叛き、長城を出て孔邪城に駐屯した。武帝は婁侯の何楨を派遣して、節を持たせてこれを討たせた。11月、劉猛は并州を侵略するが、并州刺史の劉欽らによって撃ち破られた。
泰始8年（272年）1月、監軍の何楨は劉猛をたびたび討ち破る一方で、劉猛の配下で左部帥の李恪を誘い、劉猛を暗殺させた。李恪はそのまま西晋に降った。劉猛が死ぬと、子の劉副侖は鮮卑拓跋部に亡命したので（これが独孤部となる）、その部衆は去卑の子の誥升爰によって統領された（これが鉄弗部となる）。

## 劉猛の地位
当時、南匈奴は并州において左・右・南・北・中の五部に分かれて生活しており、それぞれに部帥を置いていた。『魏書』において劉猛は北部帥と記されているが、『晋書』武帝紀・杜預伝では匈奴帥、胡奮伝では中部帥、四夷伝では単于、『資治通鑑』では右賢王となっており、一定していない。このうちの単于について、内田吟風の『北アジア史研究』では、「劉猛は単于ではなく、五部帥の中の一人右賢王であり、恐らくは単于を自称したため」としている。確かに史書において、南匈奴の単于は呼廚泉以降、単于位を継いだという記録が一切ない。

## 参考資料
- 『魏書』（列伝第八十三 鉄弗劉虎）
- 『晋書』（帝紀第三 武帝紀、列伝第四 杜預伝、列伝第二十七 胡奮伝、列伝第六十七 四夷伝）
- 『新唐書』（宰相世系表）
- 『資治通鑑』（第七十九、第八十七）
- 内田吟風『北アジア史研究 匈奴篇』（同朋舎出版、1988年、ISBN 481040627X）